# Besonderer Vertreter
Ein besonderer Vertreter nach § 72 SGG wird im sozialgerichtlichen Verfahren bestellt, wenn ein Beteiligter nicht prozessfähig im Sinne des § 71 SGG ist und noch kein gesetzlicher Vertreter existiert. Ein besonderer Vertreter kann auch dann bestellt werden, wenn das Gericht vom Aufenthaltsort des Beteiligten zu weit entfernt ist. Er entspricht in etwa dem Prozesspfleger im Zivilprozessrecht.
Mangels Regelungen im SGG sind für den besonderen Vertreter die Regelungen des Vertreters im Verwaltungsverfahren nach § 15 SGB X heranzuziehen. Der besondere Vertreter hat im Sinne des prozessunfähigen Beteiligten zu handeln. Insbesondere darf er eine eingelegte Berufung des Beteiligten nicht eigenmächtig verwerfen, wenn die Berufung voraussichtlich Aussicht auf Erfolg hätte. Folgt das Gericht in so einem Fall allein dem Willen des besonderen Vertreters, liegt ein Verfahrensmangel vor.